# Olympia (Roman)
Olympia ist der Titel eines 1961 erschienenen Romans des österreichisch-britischen Schriftstellers und Parodisten Robert Neumann.

## Zum Buch
Robert Neumann beschreibt in seinem Roman den Lebensweg der Hochstaplerin Olympia. Das aus der Perspektive einer Halbwüchsigen geschriebene Buch erzählt, wie ein junges Mädchen aus Trotz und Enttäuschung über seine angebetete leichtlebige Mama nach Wien durchbrennt, um Prostituierte zu werden. Als Vorlage für die Figur diente Neumann die in Thomas Manns Roman Bekenntnisse des Hochstaplers Felix Krull kurz auftauchende gleichnamige Schwester der Titelfigur. Auch ihren alternden Bruder Felix lässt er in seinem Buch erscheinen.
Neumann hatte das Buch Thomas Mann gewidmet, außerdem wurde es von Neumanns Stammverleger Kurt Desch als „Ergänzung und heitere Fortsetzung“ des Mann’schen Werkes angekündigt. Die Meinungen der Kritiker über das Buch waren höchst unterschiedlich. Während Marcel Reich-Ranicki das Buch verriss, fand Hermann Kesten es witzig und lobte es.

## Plagiatsstreit
Der Streit begann, als Erika Mann noch vor Veröffentlichung des Werkes die Werbung mit ihrem Vater durch ihren Verlag S. Fischer per einstweiliger Verfügung verbieten ließ. Nach Lektüre des Buches warf sie Neumann weiter vor, sein Hochstapler-Roman sei ein Teilplagiat des Felix Krull, und verklagte Neumann wegen „Einbruchs in die Persönlichkeitsrechte einer Mann’schen Romanfigur“. Neumann solle das Buch zurückziehen oder zumindest umschreiben. Außerdem habe er auch ganze Teile des Romans Meine schöne Mama der unbekannten Autorin Mathilde Walewska übernommen.
Walewskas Buch, laut Spiegel eine literarisch indiskutable „schlechte Sagan-Kopie“, war 1956 erschienen und ein Bestseller geworden, nicht zuletzt, weil deren Verleger (ebenfalls Kurt Desch) die nicht bekannte Identität der Autorin für eine große Werbekampagne nutzte. Der Roman erlebte 6 Auflagen, wurde in 12 Sprachen übersetzt und 1957 verfilmt.
Beide Seiten gingen in diesem Streit nicht zimperlich miteinander um, verband sie doch eine alte Feindschaft, die sie auch gern öffentlich austrugen. Erika Mann beschimpfte Neumann als „professionellen Drollmops“, Neumann konterte, indem er sie mit der exzentrischen Nietzsche-Nachlassverwalterin Elisabeth Förster-Nietzsche verglich. Erika Mann schob die Vermutung nach, Neumann sei selbst Walewska, und fragte, „ob ein Autor sich selbst ‚beklauen‘ darf, um unter neuem Namen zu verkaufen, was er schon einmal verkauft hat“. Neumann gab zu, 38 Seiten aus Walewskas Roman übernommen zu haben, drehte aber gleichzeitig den Spieß um: Erika Mann selbst habe doch „wesentlichen Anteil“ an der Abfassung des Romans ihrer alten „Freundin“ Walewska gehabt. Vielleicht sei sie ja selbst die alleinige Autorin. Außerdem habe Walewska für ihr Werk ihrerseits seine 1931 erschienene Novelle „Karriere“ plagiiert. Für Erika Mann war das endgültig „des Abschreibens zu viel.“
Anscheinend erkannte Neumann, dass er den Spaß damit etwas zu sehr auf die Spitze getrieben hatte, und gab zu, die Verfasserin der „schönen Mama“ sei seine 1958 verstorbene Frau Evelyn Milda gewesen. Beim Abfassen des Buches habe er ihr „innerhalb ganz enger Grenzen ein wenig geholfen“ und dafür Teile seiner Bücher „Karriere“ und „Tibbs“ verwendet. Erika Mann war konsterniert: „Hätte ich gewusst, dass sie in diese leidige Affäre gezogen wird, ich hätte Robert Neumanns Autorenschaft – oder Mitautorenschaft, meinethalben – nie enthüllt.“
Das Verfahren vor dem Stuttgarter Landgericht endete nach einem Jahr mit einem Vergleich. Nachdem Neumann von 340 Seiten neunzehn Zeilen umgeschrieben hatte, konnte Olympia weiter erscheinen.
Als Auslöser des ganzen Durcheinanders vermutete der Autor und Literaturkritiker Werner Fuld später, Robert Neumann habe 1956 „seinen etwas frivolen Roman ‚Meine schöne Mama‘ nicht unter eigenem Namen publizieren“ wollen. Alle weiteren Drehungen der Geschichte seien dem beißenden Humor Neumanns zuzurechnen.
In Wirklichkeit – Neumanns autobiographische Texte sind notorisch unzuverlässig – stammt der Roman von Robert Neumann selbst, wie aus einer erst 2013 abgedruckten eidesstattlichen Erklärung hervorgeht.